# Illegalismus
Illegalismus ist eine historische anarchistische Bewegung des frühen 20. Jahrhunderts in Frankreich, Italien, Belgien und der Schweiz, die illegale Aktionen als zulässige revolutionäre Handlungen ansah.

## Übersicht
Die Bewegung ist nicht leicht vom Banditentum zu unterscheiden. Einbruch und Diebstahl wurden als zielführende Praktiken erachtet. Ziele waren Anwesen und Mittel reicher Grundbesitzer, Unternehmer, Politiker und Kleriker. Der Illegalismus wurde als Lebensstil zelebriert und entwickelte sich vor dem Hintergrund des Individualanarchismus basierend auf Max Stirner und seinem Egoismus und brach mit philosophischen Traditionen anarchistischer Theorie wie von Clément Duval und Marius Jacob geäußert, die Diebstahl als Möglichkeit zur Umverteilung anführten. Der Illegalismus ersetzte die höheren Ideale zu Gunsten moralfreier Befriedigung persönlicher Bedürfnisse als materiell Benachteiligtem.

## Hintergrund
Schon in der Philosophie im Boudoir sinniert de Sade über Diebstahl als Möglichkeit zur Erfüllung eigener Bedürfnisse und kritisiert die Güterverteilung in der Gesellschaft. Diebstahl wird hier als legitime Reaktion eines höheren Naturrechts gegen die soziale Ordnung gedeutet, die die Schwachen und Armen benachteilige.

## Protagonisten
Es gab verschiedene Illegalisten mit voneinander abweichenden Methoden. Die bekanntesten sind Jules Bonnot und seine Bonnot-Bande und Georges Darien.
Nach 2000 lassen sich vor allem in autoritären Regimen, beispielsweise in Belarus, vereinzelte anarchistische Gruppen dem Illegalismus zuordnen.

## Kritik
Unterstützung des Illegalismus wurde stark kontrovers diskutiert und im anarchistischen Milieu besonders von denen abgelehnt, die Anarchosyndikalismus und seine Beziehung zum Kampf der Arbeiterbewegung über individualistischen Aktionismus stellten. Sozialisten argumentierten, dass Illegalismus kapitalistische Mentalität kopiere und einen starken Drang zum Nihilismus aufweise.
Nach seiner Haft wegen Beherbergung von Mitgliedern der Bonnot-Bande wurde der vormals den Illegalismus unterstützende Victor Serge ein scharfer Gegner. In den Erinnerungen eines Revolutionärs verglich er ihn mit „kollektivem Selbstmord“. Ähnlich argumentierte Marius Jacob 1948: „Ich glaube nicht, dass Illegalismus das Individuum in der heutigen Gesellschaft befreien kann … Im Grunde ist Illegalismus als Akt des Aufbegehrens mehr eine Sache des Temperaments als der politischen Lehre.“